# Tochtli atl
Tochtli atl (del náhuatl Conejo de agua) fue una deidad de los mexicas, existente antes de la llegada de los españoles a México-Tenochtitlan. Principalmente venerado por los ancianos y los niños, además de los cazadores, su fiesta era el día tres de diciembre del calendario gregoriano actual, durante la cual se tomaba a un joven y se lo vestía con los atavíos del dios conejo de agua, los cuales consistían en: 
1. Nariguera Lunar
2. Tocado de papel color azul
3. Tacha de obsidiana en la mano izquierda
4. Pechera de piel de conejo

Este día se cazaban conejos, los cuales se cuidarían y pondrían en engorda hasta el año siguiente en la próxima celebración. Después de la caza de conejos, se hacía un recorrido por toda la plaza principal con el dios conejo para terminar con los habitantes de la gran Tenochtitlan comiendo conejo asado y bebiendo pulque, aunque solo los ancianos podían hacerlo. Al final de la fiesta, el joven ataviado como dios conejo subía a lo alto de la gran pirámide y era sacrificado.
En la actualidad este tipo de fiesta se sigue conservando en la ciudad Tizayuca, Hidalgo.
- Datos: Q30917788